# Station Dłużnica
Station Dłużnica is een spoorwegstation in de Poolse plaats Rudawa.